# Maison des Soviets de Nijni Novgorod
La Maison des Soviets (Дом Советов) est un bâtiment administratif de Nijni Novgorod en Russie. Il abrite l'administration de la ville et la douma municipale et se trouve à l'intérieur du Kremlin de Nijni Novgorod (bâtiment 5).

## Histoire et description

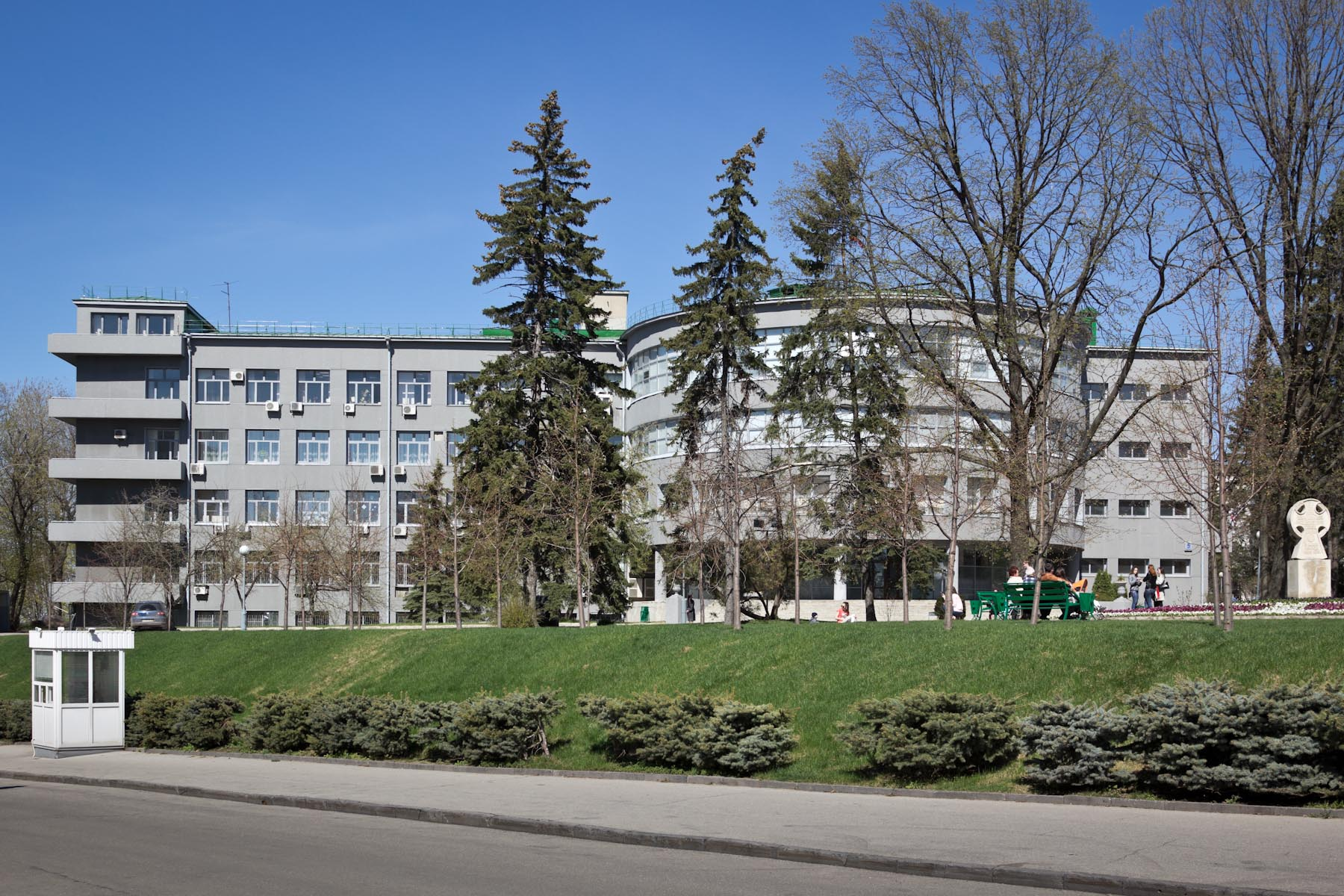
Vue d'ensemble.

La collégiale de la Transfiguration-du-Sauveur est démolie en 1929 afin de bâtir un nouveau bâtiment pour abriter l'administration de la ville. Les travaux durent de 1929 en 1931. Il s'agit de la deuxième maison des Soviets construite en URSS, la première ayant été construite à Briansk en 1924-1926.
Les plans sont de l'architecte Alexandre Grinberg (1881-1938), comme ceux de la Maison des Soviets de Briansk. Les dimensions principales du plan le long de la façade principale sont de 71,2 m, la longueur latérale est de 87,6 m. L'édifice a une composition volumétrique construite à l'intersection de deux axes perpendiculaires. Il n'est pas symétrique, puisque le volume semi-cylindrique avec l'entrée principale n'est pas situé au centre de la façade principale, mais est décalé vers son angle droit. Ainsi, il divise la façade principale en parties inégales. Grinberg construit aussi à Nijni Novgorod les hôtels Central et Intourist, deux immeubles et un cinéma. La Maison des Soviets est l'un des exemples les plus clairs du constructivisme de la ville et du pays. Elle est inscrite au patrimoine architectural en 1995. Elle offre une vue panoramique remarquable sur la Volga et le jardin du Kremlin. Elle a été restaurée en 2005-2006.